# Emma Brown
Emma Brown (Gravesend, 18 de septiembre de 1979) es una levantadora de pesas paralímpica británica retirada, que ganó medallas de oro en los Juegos Paralímpicos de verano de 2000 en Sídney y 2004 en Atenas.

## Vida personal
Brown nació en Gravesend, Kent, Inglaterra, de padres galeses. Sin embargo, es galesa por derecho y odia los artículos que se refieren a su nacimiento en Inglaterra, ya que únicamente vivió allí los dos primeros años de su vida. Desde entonces ha vivido en Gales. Brown es una usuaria de silla de ruedas a tiempo completo ya que no puede caminar como resultado de haber nacido con espina bífida. También ha vivido en Tonteg, Gales del Sur.[3] Ha aparecido dos veces (1999-2000 y de nuevo en 2014) en Countdown.

## Carrera de levantamiento de potencia adaptado
Antes de levantar pesas, Brown participó en otros deportes como el atletismo (especialmente el tiro con arco). En una ocasión el clima era tan atroz que los equipos decidieron ir a ver algunos de los deportes de interior. Así que decidió probar el levantamiento de pesas en Stoke Mandeville y estableció un récord británico con su primer levantamiento. Emma ha dicho muchas veces en entrevistas que prefería el deporte porque estaba dentro y fuera del clima!
En los Juegos Paralímpicos de Sídney 2000, Australia, levantó 132,5 kg para ganar la medalla de oro en la prueba femenina de hasta 82,5 kg. Mientras el deporte hacía su debut en los Juegos, se convirtió en la primera mujer británica en ganar una medalla de oro paralímpica de levantamiento de pesas.
Compitió en sus segundas Paralimpiadas en los Juegos de 2004 celebrados en Atenas (Grecia). Defendió con éxito su título en la competición femenina de hasta 82,5 kg; levantó un total de 130 kg, empatada con la levantadora francesa Carine Burgy, pero ganó la medalla de oro en base a su peso corporal inferior.
Además de sus medallas en los Juegos Paralímpicos, Brown ganó medallas de oro en el Campeonato Mundial en 1998 y 2002, así como seis títulos europeos en 1995, 1997, 1999, 2001, 2003 y 2005.
La lesión la obligó a retirarse del levantamiento de pesas competitivo en 2007.